# Лупигляне
Лупигляне (лат. Lupiglaa) — славянское племя, упоминаемое в Баварском географе и владеющее 30 городами в районе современной Чехии: к северу и северо-востоку от Праги.
Иногда название племени читают как Глубчичи/Глубчице (пол. Głąbczyce, чеш. Głubczyce), то есть «потомки Глубка». Название города Глубчице происходит оттуда же, судя по ранним упоминаниям: 1107 г. Glupcicih, 1131 г. Glubchiz, 1226 г. Lubicco.
Название народа, обычно читается как Łupi Głowy/Głupie Głowy, но возможно, что это латинско-славянский гибрид и происходит от латинского Lupus (Волк), то есть значение названия — Wilcze Głowy (Волчья Голова).